# Gran Premio d'Olanda 1963
Il Gran Premio d'Olanda 1963 è stato un Gran Premio di Formula 1 disputato il 23 giugno 1963 sul circuito di Zandvoort. La gara fu vinta da Jim Clark, alla guida di una Lotus.

## Vigilia
La Ferrari sostituì Willy Mairesse con il debuttante Ludovico Scarfiotti. La Scirocco non prese parte alla corsa dopo che il proprio pilota Tony Settember aveva gravemente danneggiato l'unica vettura della scuderia nel Gran Premio precedente.

## Qualifiche

### Risultati
| Pos | No | Pilota                  | Auto             | Scuderia                    | Tempo  | Distacco |
| --- | -- | ----------------------- | ---------------- | --------------------------- | ------ | -------- |
| 1   | 6  | Jim Clark               | Lotus - Climax   | Team Lotus                  | 1'31"6 |          |
| 2   | 12 | Graham Hill             | BRM              | Owen Racing Organisation    | 1'32"2 | +0"6     |
| 3   | 20 | Bruce McLaren           | Cooper - Climax  | Cooper Car Company          | 1'32"3 | +0"7     |
| 4   | 16 | Jack Brabham            | Brabham - Climax | Brabham Racing Organisation | 1'32"4 | +0"8     |
| 5   | 2  | John Surtees            | Ferrari          | Scuderia Ferrari            | 1'33"0 | +1"4     |
| 6   | 14 | Richie Ginther          | BRM              | Owen Racing Organisation    | 1'33"3 | +1"7     |
| 7   | 30 | Innes Ireland           | BRP - BRM        | British Racing Partnership  | 1'33"3 | +1"7     |
| 8   | 28 | Jo Bonnier              | Cooper - Climax  | Rob Walker Racing Team      | 1'34"1 | +2"5     |
| 9   | 22 | Tony Maggs              | Cooper - Climax  | Cooper Car Company          | 1'34"3 | +2"7     |
| 10  | 8  | Trevor Taylor           | Lotus - Climax   | Team Lotus                  | 1'35"2 | +3"6     |
| 11  | 4  | Ludovico Scarfiotti     | Ferrari          | Scuderia Ferrari            | 1'35"6 | +4"0     |
| 12  | 10 | Chris Amon              | Lola - Climax    | Reg Parnell Racing          | 1'35"9 | +4"3     |
| 13  | 24 | Phil Hill               | ATS Tipo 100     | Automobili Turismo e Sport  | 1'36"0 | +4"4     |
| 14  | 18 | Dan Gurney              | Brabham - Climax | Brabham Racing Organisation | 1'36"2 | +4"6     |
| 15  | 26 | Giancarlo Baghetti      | ATS Tipo 100     | Automobili Turismo e Sport  | 1'37"8 | +6"2     |
| 16  | 34 | Gerhard Mitter          | Porsche          | Ecurie Maarsbergen          | 1'38"8 | +7"2     |
| 17  | 36 | Jo Siffert              | Lotus - BRM      | Siffert Racing Team         | 1'39"0 | +7"4     |
| 18  | 42 | Jim Hall                | Lotus - BRM      | British Racing Partnership  | 1'39"0 | +7"4     |
| 19  | 32 | Carel Godin de Beaufort | Porsche          | Ecurie Maarsbergen          | 1'39"3 | +7"7     |
| WD  | 38 | Tony Settember          | Scirocco - BRM   | Scirocco Racing Cars        |        |          |
| WD  | 40 | Ian Burgess             | Scirocco - BRM   | Scirocco Racing Cars        |        |          |

## Gara
Al via Clark prese il comando, inseguito da Graham Hill e McLaren; dopo poche tornate il neozelandese fu però costretto al ritiro per la rottura del cambio. Alle spalle di Clark, che conquistò rapidamente un grande vantaggio, Brabham superò Hill, mantenendo la seconda posizione fino al 55º passaggio, quando uscì di pista a causa dell'acceleratore, bloccato dalla sabbia.
Tornò quindi al secondo posto Hill, che fu però costretto a tornare ai box, poche tornate più tardi, a causa di problemi di surriscaldamento. La seconda posizione fu allora conquistata da Surtees, ma al 63º giro il pilota della Ferrari commise un errore, dovendo lasciar strada a Gurney. Clark condusse indisturbato fino alla bandiera a scacchi, doppiando tutti i suoi rivali e tagliando il traguardo davanti a Gurney, Surtees, Ireland, Ginther e Scarfiotti.

### Risultati
| Pos | No | Pilota                  | Costruttore      | Giri | Tempo/Ritiro     | Partenza | Punti |
| --- | -- | ----------------------- | ---------------- | ---- | ---------------- | -------- | ----- |
| 1   | 6  | Jim Clark               | Lotus - Climax   | 80   | 2h08'13"7        | 1        | 9     |
| 2   | 18 | Dan Gurney              | Brabham - Climax | 79   | +1 giro          | 14       | 6     |
| 3   | 2  | John Surtees            | Ferrari          | 79   | +1 giro          | 5        | 4     |
| 4   | 30 | Innes Ireland           | BRP - BRM        | 79   | +1 giro          | 7        | 3     |
| 5   | 14 | Richie Ginther          | BRM              | 79   | +1 giro          | 6        | 2     |
| 6   | 4  | Ludovico Scarfiotti     | Ferrari          | 78   | +2 giri          | 11       | 1     |
| 7   | 36 | Jo Siffert              | Lotus - BRM      | 77   | +3 giri          | 17       |       |
| 8   | 42 | Jim Hall                | Lotus - BRM      | 77   | +3 giri          | 18       |       |
| 9   | 32 | Carel Godin de Beaufort | Porsche          | 75   | +5 giri          | 19       |       |
| 10  | 8  | Trevor Taylor           | Lotus - Climax   | 66   | +14 giri         | 10       |       |
| 11  | 28 | Jo Bonnier              | Cooper - Climax  | 56   | +24 giri         | 8        |       |
| Rit | 12 | Graham Hill             | BRM              | 69   | Motore           | 2        |       |
| Rit | 16 | Jack Brabham            | Brabham - Climax | 68   | Uscita di pista  | 4        |       |
| Rit | 10 | Chris Amon              | Lola - Climax    | 29   | Pompa acqua      | 12       |       |
| Rit | 26 | Giancarlo Baghetti      | ATS              | 17   | Accensione       | 15       |       |
| Rit | 24 | Phil Hill               | ATS              | 15   | Sospensione      | 13       |       |
| Rit | 22 | Tony Maggs              | Cooper - Climax  | 14   | Surriscaldamento | 9        |       |
| Rit | 20 | Bruce McLaren           | Cooper - Climax  | 7    | Cambio           | 3        |       |
| Rit | 34 | Gerhard Mitter          | Porsche          | 2    | Frizione         | 16       |       |

## Statistiche

### Piloti
- 5ª vittoria per Jim Clark
- 1º Gran Premio per Gerhard Mitter e Ludovico Scarfiotti

### Costruttori
- 10° vittoria per la Lotus
- 130° podio per la Ferrari

### Motori
- 24ª vittoria per il motore Climax
- 130° podio per il motore Ferrari
- 25º giro più veloce per il motore Climax

### Giri al comando
- Jim Clark (1-80)

## Classifiche

### Piloti
| Pos. | Pilota                  | Punti |
| ---- | ----------------------- | ----- |
| 1    | Jim Clark               | 18    |
| 2    | Richie Ginther          | 11    |
| 3    | Bruce McLaren           | 10    |
|      | Dan Gurney              | 10    |
| 5    | Graham Hill             | 9     |
| 6    | John Surtees            | 7     |
| 7    | Innes Ireland           | 3     |
| 8    | Jo Bonnier              | 2     |
|      | Tony Maggs              | 2     |
| 10   | Trevor Taylor           | 1     |
|      | Carel Godin de Beaufort | 1     |
|      | Ludovico Scarfiotti     | 1     |

### Costruttori
| Pos. | Team             | Punti |
| ---- | ---------------- | ----- |
| 1    | Lotus - Climax   | 19    |
| 2    | BRM              | 14    |
| 3    | Brabham - Climax | 10    |
|      | Cooper - Climax  | 10    |
| 5    | Ferrari          | 7     |
| 6    | BRP - BRM        | 3     |
| 7    | Porsche          | 1     |